# 科尔塔莱
科尔塔莱（義大利語：Cortale），是意大利卡坦扎罗省的一个市镇。总面积29平方公里，人口2316人，人口密度79.9人/平方公里（2009年）。ISTAT代码为079034。

## 友好城市
- 義大利埃尔巴
- 義大利蓬泰兰布罗